# ميكسا فولك
ميكسا فولك (بالمجرية: Falk Miksa) (7 أكتوبر 1828 - 10 سبتمبر 1908) كان سياسي مجري وصحفي وعضو في الأكاديمية الهنغارية للعلوم والمحرر العام للقوات المسلحة للصحيفة الناطقة باللغة الألمانية.

## روابط خارجية
- ميكسا فولك في الهنغارية السيرة الذاتية معجم